# لیسینیو دو آلمیدا
لیسینیو دو آلمیدا (به پرتغالی: Licínio de Almeida) یک منطقهٔ مسکونی در برزیل است که در باهیا واقع شده‌است. لیسینیو دو آلمیدا ۱۲٬۳۷۳ نفر جمعیت دارد.